# Ruhamoly

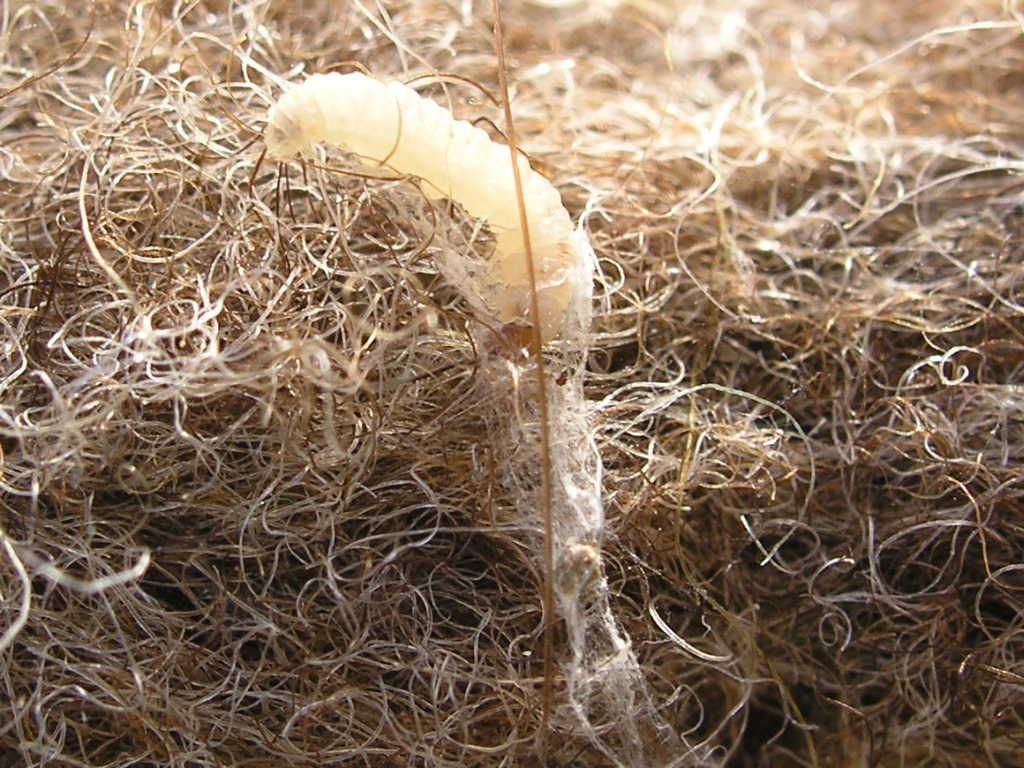
Ruhamoly hernyója és szövedéke

A ruhamoly (Tineola bisselliella) a valódi lepkék (Glossoptera) alrendjébe sorolt ruhamolyfélék (Tineidae) családjának egyik legelterjedtebb, legközönségesebb képviselője.

## Előfordulása, élőhelye
Az egész világon elterjedt (geopolita) kártevő faj, így Magyarországon is mindenütt megtalálható.

## Megjelenése
A lepke szárnyának fesztávolsága 12–16 milliméter. Rendkívül könnyű felismerni jellegzetes színezetéről: első szárnya egyszínű, csillogó vagy áttetsző szalmasárga. Sűrű, gyapjas fejszőrzete rozsdavörös. Testhossza igen változó: 4–9 milliméter.

## Életmódja, élőhelye
Magyarországon a szabadban évente két nemzedéke fejlődik ki; a lepkék repülési ideje áprilistól szeptemberig tart. Kifejlett hernyói telelnek át. Mivel fejlődése nem függ a nappal hosszától, fűtött lakásokban évente akár négy nemzedéke is felcseperedhet.
A hernyó állati eredetű, keratint tartalmazó anyagokon él, azokat károsítja. Fő tápláléka a gyapjúból, selyemből készült ruhanemű, de megeszi az ágytollat, a matracok szőrtömését, a filcet stb. is. Lakásokban a padlózat repedéseibe hullott hajszálakon és törmeléken is megél. Hernyója a lepkehernyók többségétől eltérően lábatlan (kukacszerű), és a táplálékából készített fonadékcsőben él; abban is bábozódik.
Kártétele jól felismerhető a táplálékán szabálytalanul elszórt lyukrágásokról, a világos ürülékcsomókról és a megrágott anyagból szőtt fonadékcsövekről.